# Politischer Ikonoklasmus

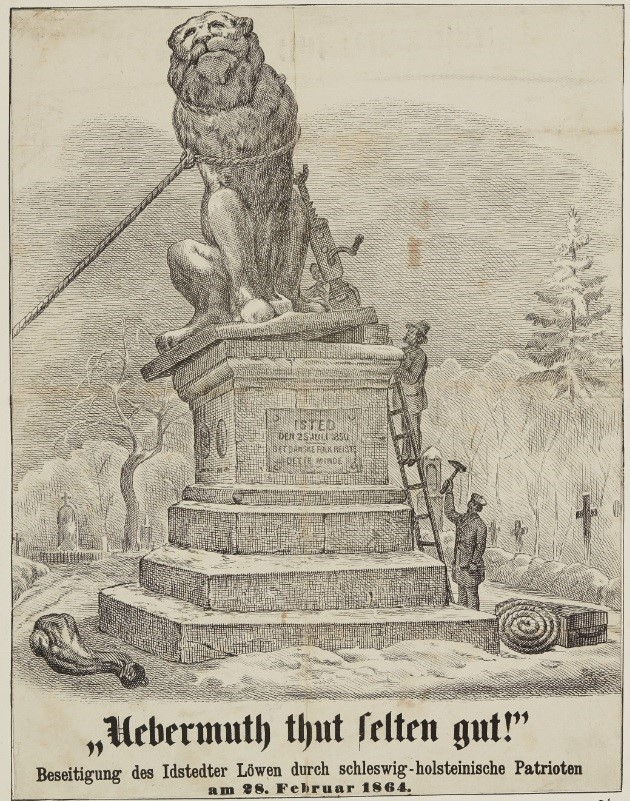
Sturz des Idstedter Löwen (1864)

Politischer Ikonoklasmus (auch Denkmalsturz) bezeichnet die politisch motivierte Beseitigung oder Zerstörung von Herrschaftssymbolen oder Herrscherbildern, meist im Zusammenhang mit dem Sturz eines Herrschers oder dem Zusammenbruch eines politischen Systems.
Das Ziel dabei ist, den Machtverlust symbolisch sichtbar zu machen, beziehungsweise die Symbole einer untergegangenen Herrschaft dauerhaft aus der öffentlichen Wahrnehmung zu entfernen.

## Begriff
Der politische Ikonoklasmus ist begrifflich angelehnt an den religiös bedingten Ikonoklasmus, stellt aber eine Abstraktion desselben dar. Das Verständnis politischer Ikonen ist weiter gefasst: So handelt es sich nicht ausschließlich um Ikonen im Sinne von Heiligenbildern, sondern meist um Bilder oder Abbilder, die mit einer bestimmten Darstellungsabsicht erzeugt oder inszeniert werden und dementsprechend verbreitet und rezipiert werden. Statuen von Herrschern oder beispielsweise monumentale Prunkbauten repräsentieren symbolhaft das Herrschaftssystem und dessen Macht.
Im politischen Kontext ließe sich Ikonoklasmus auch synonym mit Bildersturm beschreiben. Häufig wird auch Vandalismus gleichbedeutend verwendet, was aber aufgrund der diesem Terminus immanenten Willkür des Zerstörungsaktes abzulehnen ist.

## Geschichte

### Altertum und Antike
Im alten Ägypten ließ Pharao Thutmosis III. den Totentempel seiner Stiefmutter Hatschepsut von Bildnissen und Zeugnissen ihrer Existenz ausmerzen und ihren Namen durch den anderer Pharaonen ersetzen.
Besonders im antiken Rom können ikonoklastische Handlungen im Zuge der damnatio memoriae als Mittel der Geschichtspolitik beobachtet werden. Hierbei wurden die Bildnisse des Herrschers beschädigt, vernichtet oder im Tiber versenkt.

### Mittelalter
Für das Mittelalter spielt die politisch motivierte Bildzerstörung im Sinne des Denkmalsturzes keine so starke Rolle. Exemplarisch lässt sich die 1312 von Heinrich VII. angeordnete Entfernung einer Statue Karls I. von Anjou in Piacenza anführen.

### Neuzeit und Moderne

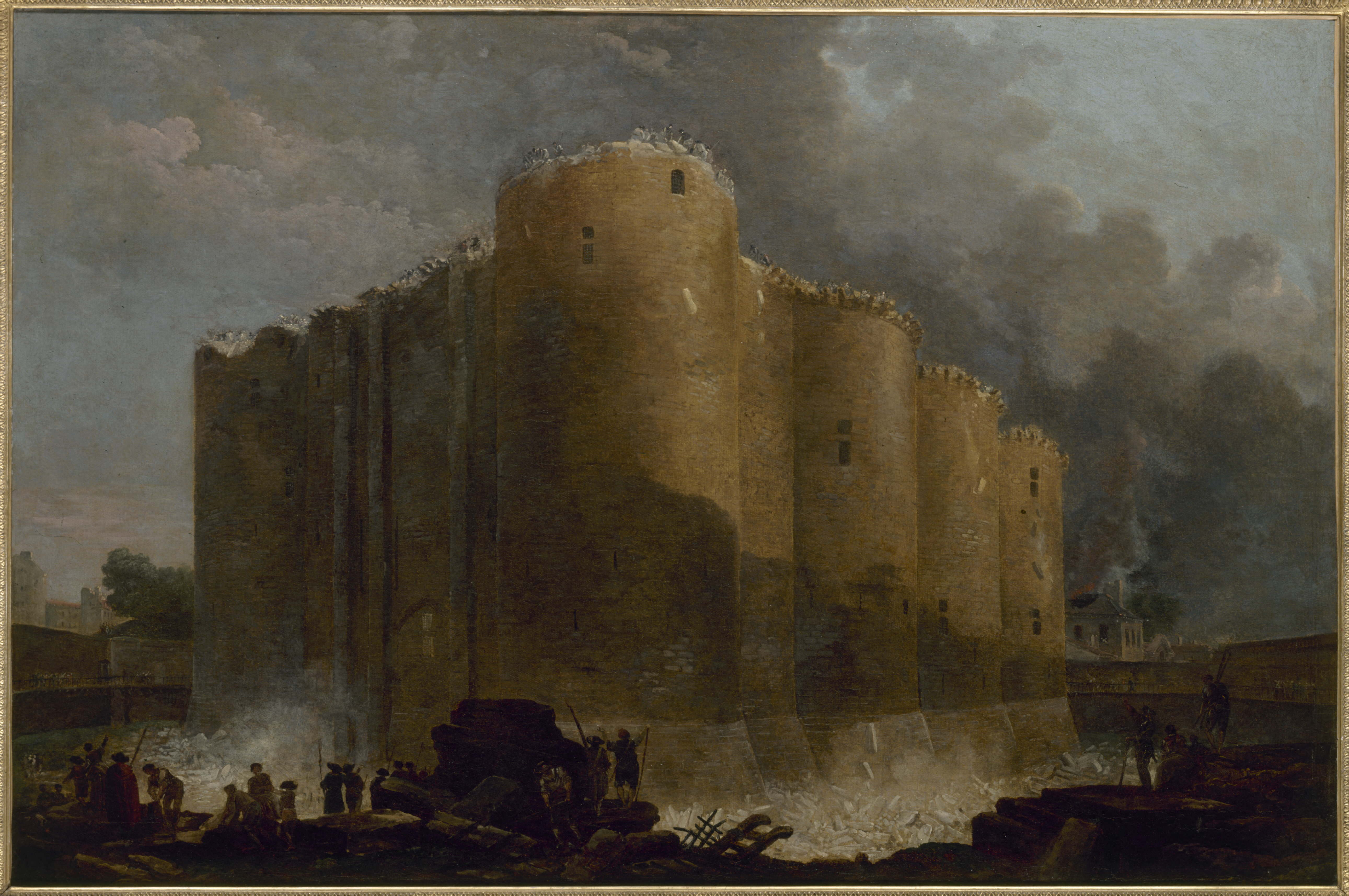
Die Bastille in den ersten Tagen ihrer Zerstörung, Ölgemälde von Hubert Robert (1733–1808)

Politischer Ikonoklasmus tritt in der Neuzeit häufig im Zusammenhang von Revolutionen auf. Als Beispiele werden genannt der Sturm auf die Bastille 1789 während der Französischen Revolution, der Sturm auf das Winterpalais als Auftakt der Oktoberrevolution 1917, der Reichstagsbrand im Zuge der nationalsozialistischen Machtergreifung 1933 und der Abriss von Stalin-Denkmalen nach dem Zusammenbruch des Ostblocks.

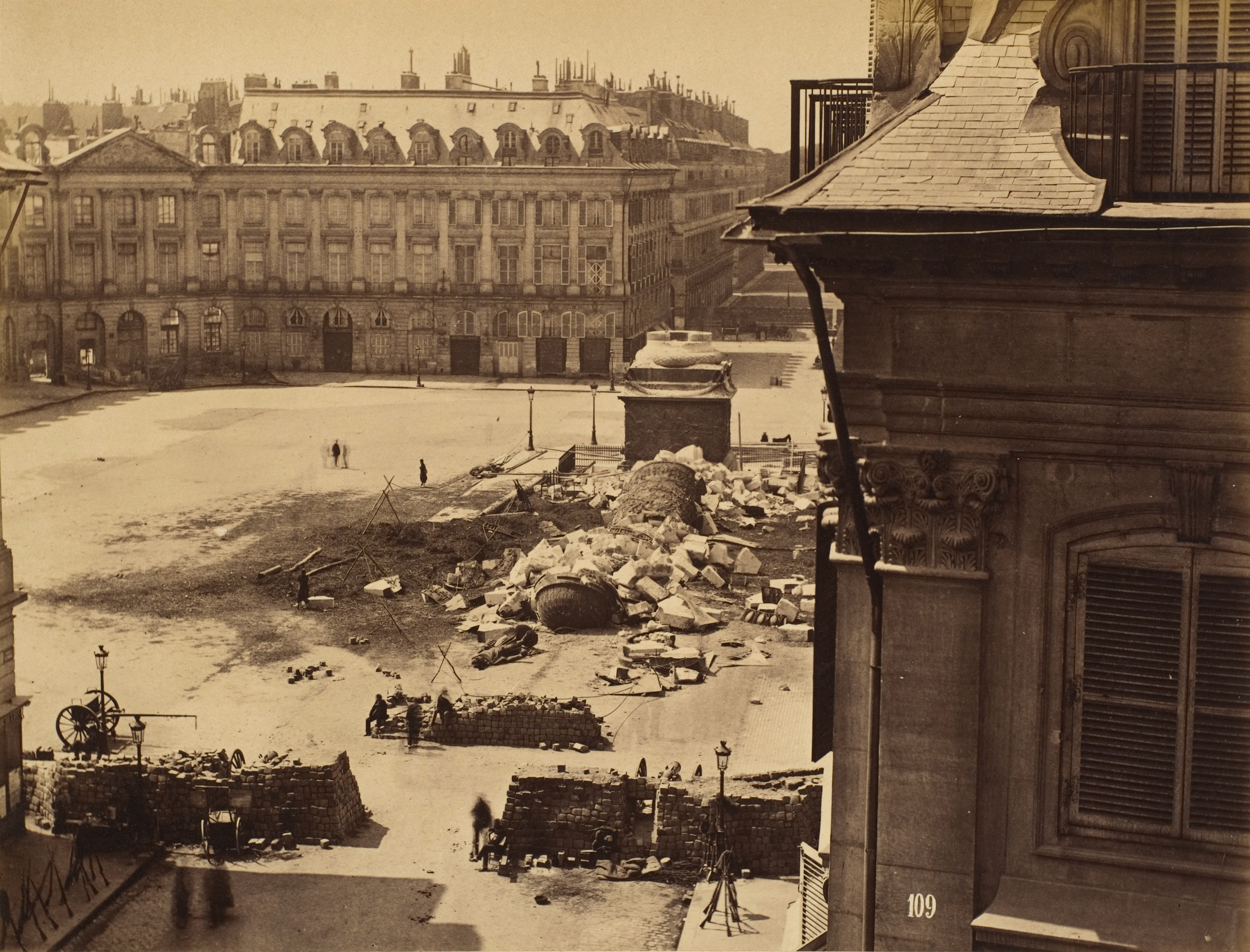
Trümmer der Vendôme-Säule auf der Place Vendôme. Photographie aus dem Jahr 1871

Während der Pariser Kommune wurde die Colonne Vendôme, eine Siegessäule zu Ehren Napoleons I. am 16. Mai 1871 von den Kommunarden niedergerissen. Nach der Niederschlagung des Aufstands wurde der Maler Gustave Courbet, ebenfalls ein Kommunarde, dafür in Haftung genommen und musste die Kosten ihrer Wiedererrichtung tragen.
James Noyes sieht im Ikonoklasmus auch eine Begleiterscheinung der Durchsetzung des modernen säkularen Nationalstaates, dessen neue Eliten sich konkurrierenden religiösen Bindungen widersetzen.

### Seit Ende des Zweiten Weltkriegs

#### Nationalsozialistische Symbole nach 1945

Sprengung des Hakenkreuzes auf der Zeppelintribüne des Reichsparteitagsgeländes durch amerikanische Truppen (1945)

Nach dem Ende des Zweiten Weltkriegs wurden die Symbole des Nationalsozialismus, wie beispielsweise Hitlerbilder oder Hakenkreuze, fast überall aus dem öffentlichen Raum entfernt. In Deutschland ist die Verwendung solcher Symbole, mit wenigen eng definierten Ausnahmen, als Verwenden von Kennzeichen verfassungswidriger Organisationen unter Strafe gestellt. In Österreich existiert mit dem Abzeichengesetz eine vergleichbare Regelung.

#### Sprengung von Gebäuden und Denkmälern in der DDR

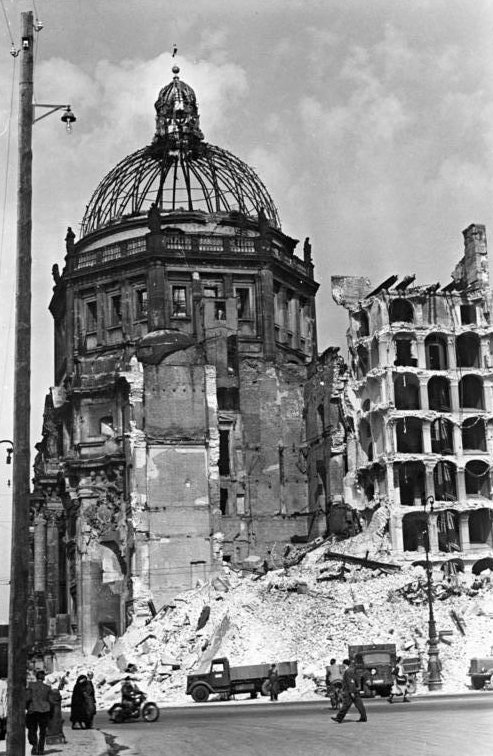
Gesprengte Südwestecke des Berliner Schlosses (1950)

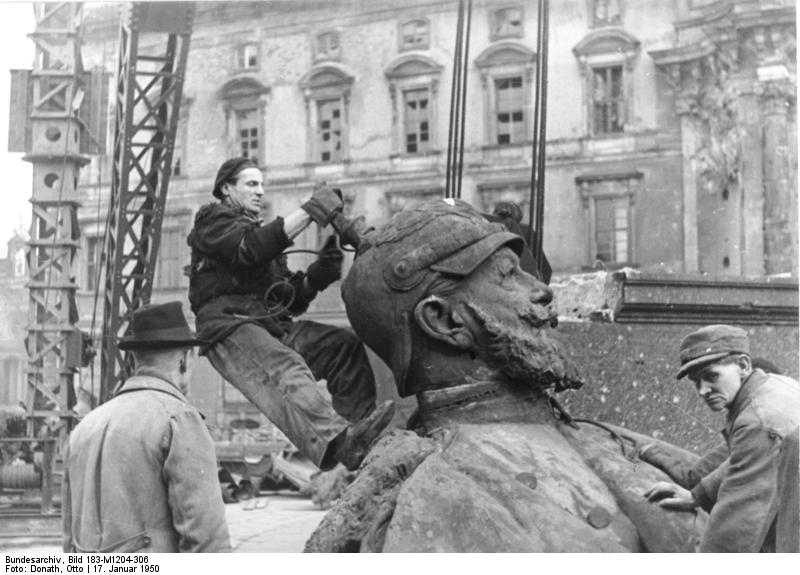
Abriss des Kaiser-Wilhelm-Nationaldenkmals, 1950

Die DDR-Staatsführung begann bereits unmittelbar nach Ende des Zweiten Weltkriegs mit der bewussten Entfernung und Zerstörung zahlreicher Gebäude und Denkmäler, die als zumindest wiederaufbaubar galten, allerdings als unvereinbar mit der Staatsideologie erachtet wurden. Dieses betraf insbesondere Schlösser, Kirchen, aber auch Reiterstandbilder und Skulpturen. Oft wurde den Objekten eine Verbindung zu Militarismus oder Imperialismus nachgesagt. Bau- oder kulturhistorische Werte wurden dabei missachtet.
So wurde im September 1950 das Berliner Schloss auf Geheiß des Zentralkomitees der DDR als Symbol des Ancien Régime und des Militarismus trotz reger Proteste gesprengt.
Auch das Kaiser-Wilhelm-Nationaldenkmal, das den Krieg ohne Schäden überstanden hatte, wurde zur selben Zeit als Relikt des Deutschen Kaiserreichs vollständig abgetragen. Zahlreiche weitere monarchistische Reiterstandbilder sollten folgen.
Den Kirchenzerstörungen der DDR ging die „Turmrede“ von Walter Ulbricht am 7. Mai 1953 in Stalinstadt (später: Eisenhüttenstadt) voran: „Ja, wir werden Türme haben, zum Beispiel einen Turm fürs Rathaus, einen Turm fürs Kulturhaus. Andere Türme können wir in der sozialistischen Stadt nicht gebrauchen.“
Als bedeutsames Beispiel für Kirchensprengungen in der DDR gilt die kulturhistorisch bedeutsame vollständig erhaltene Paulinerkirche in Leipzig, die zahlreiche Kriege überstanden hatte, bis sie 1968 aus rein politischen Gründen zerstört wurde. Weitere nennenswerte gesprengte Kirchen während der Zeit der DDR waren beispielsweise die Garnisonkirche, die Denkmalskirche am Berliner Dom oder die St.-Ulrich-und-Levin-Kirche in Magdeburg.
Oft wurden Bauwerke auch zerstört, da sie der stadtplanerischen Ideologie sowie den sogenannten 16 Grundsätzen des Städtebaus der DDR entgegenstanden.

#### Entfernung des sozialistischen Andenkens nach 1989/90
Ähnlich wie bei der Französischen Revolution kann auch der Fall der Berliner Mauer, bei dem von den Medien als „Mauerspechte“ bezeichnete Menschen zum Teil mit Hammer und Meißel Teile des Bauwerks zerstörten, als symbolischer Sturz eines Monuments der sozialistischen Herrschaft angesehen werden.
Der Zusammenbruch des Sozialismus führte dazu, dass zahlreiche Denkmäler, aber auch Gebäude des alten Regimes entfernt wurden. Prominentes Beispiel ist der Abriss des Berliner Lenindenkmals 1991 in Berlin-Friedrichshain, wobei zunächst der Kopf entfernt und zusammen mit den restlichen Teilen der Statue vergraben wurde. Tatsächlich lässt sich im wiedervereinigten Deutschland ein heterogener Umgang mit dem Denkmalerbe des Sozialismus beobachten – zwischen Demontage und Musealisierung, zwischen Versteigerung und Exhumierung, zwischen Amnesie und Nostalgie.
Auch der Palast der Republik als DDR-Bau-Ikone wurde abgerissen.

#### Der Sturz Saddam Husseins

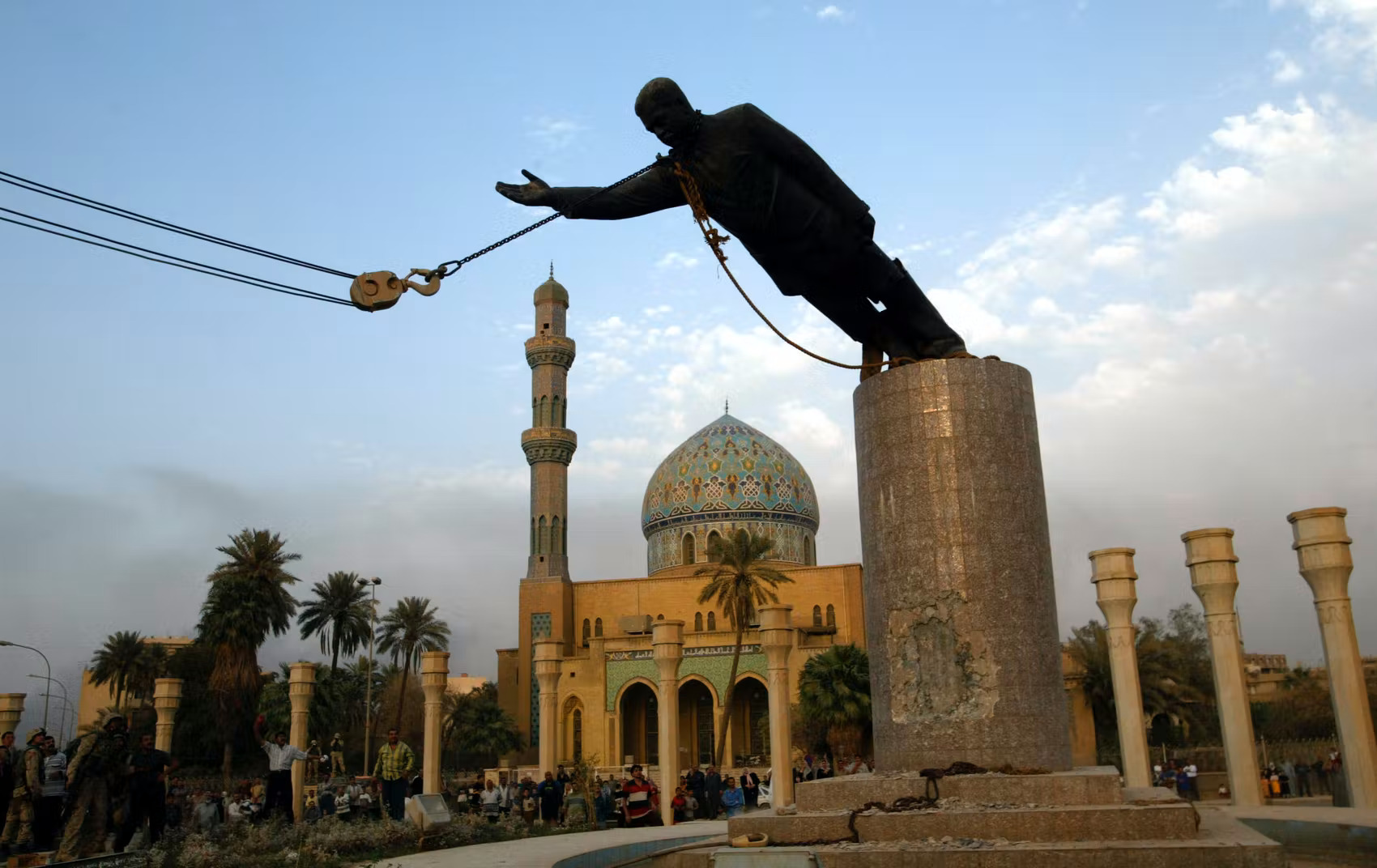
Die Zerstörung des Saddam-Hussein-Denkmals in Bagdad

Im Rahmen der Operation Iraqi Freedom waren die Vereinigten Staaten sehr darum bemüht, den militärischen Einsatz als Befreiung darzustellen. Dementsprechend wurde – nicht zuletzt durch die embedded journalists – versucht, eine positiv konnotierte Visualisierung des Militäreinsatzes zu erreichen. Für den Erfolg der Operation Iraqi Freedom waren neben militärischen Erfolgen vor allem die Bilder der symbolischen Demontage des Saddam-Regimes wichtig. Diese Entmachtung erfolgte in mehreren Schritten. Zunächst fand eine symbolische Entmachtung durch das Erobern der Paläste sowie das Stürzen bzw. Schleifen der Statuen statt. Einen Zwischenschritt stellte die öffentliche Zurschaustellung der beiden in einem Feuergefecht getöteten Söhne Udai Hussein und Qusai Hussein vor der internationalen Presse dar. Den Abschluss bildeten die Festnahme Saddam Husseins und seine Hinrichtung.
Von entscheidender Bedeutung für die Krieg führende Koalition waren aber die Fotos im Vorfeld, die den Fall der Insignien des Systems darstellten. Die Eroberung bzw. Zerstörung der Symbole des Regimes von Saddam Hussein gehörte somit zu den primären Zielen der USA. In einem ersten Schritt nahmen die Alliierten die Paläste Husseins in Basra ins Visier. Während der Eroberung Bagdads Anfang April 2003 besetzte die US-Armee am 7. April 2003 den Palast der Republik. Die Bedeutung der Vorgänge für die Strategen in Washington, D.C. erwuchs aber erst durch die Pressebilder der Besetzung. Ein weiterer, ganz entscheidender „Akt der symbolischen Entmachtung“ war der Sturz der Saddam-Statue am Bagdader Firdaus-Platz am 9. April.
Das bekannteste Foto vom Sturz der Statue, auf dem diese mit Seilen und Ketten vom Sockel gezogen wird, suggeriert durch den Bildausschnitt, die irakische Bevölkerung hätte das Monument selbst zu Fall gebracht. De facto aber gelang dies nicht, stattdessen wurde die Skulptur mithilfe eines amerikanischen Militärfahrzeugs heruntergestoßen. Um eine positive Berichterstattung und den gewünschten Eindruck in der Öffentlichkeit zu erhalten, wurde das Foto von Goran Tomasevic gewählt. Dieses Bild wurde medial als „Ikone des amerikanischen Siegs“ rezipiert, obwohl der Diktator erst bedeutend später ergriffen werden konnte.

#### Umkämpfte Erinnerung an Kolonialismus und Sklaverei

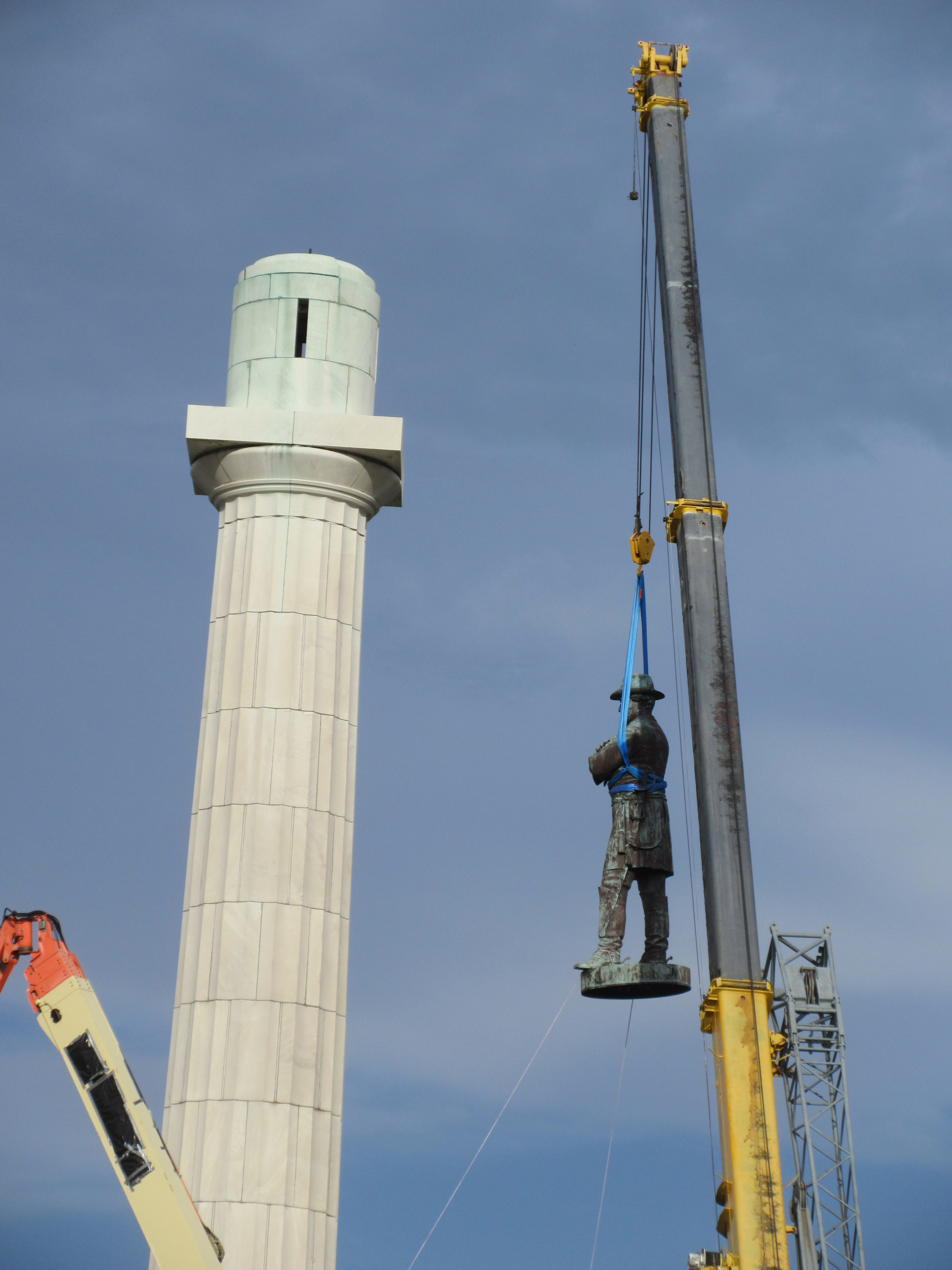
Abbau der Statue des Generals Robert Edward Lee in New Orleans im Mai 2017

Im Zuge von Protesten gegen die rassistische Diskriminierung von Bevölkerungsgruppen im Jahr 2020 wurden in den Vereinigten Staaten Statuen und andere Denkmäler angegriffen, beschädigt oder zerstört. Die dargestellten historischen Personen werden vielfach mit der Vergangenheit der Sklaverei und des Kolonialismus in Verbindung gebracht.
Hierunter fallen auch Denkmäler zur Erinnerung an die Konföderierten Staaten von Amerika zur Zeit des amerikanischen Bürgerkrieges. Seit dem Jahr 2015 wird die Entfernung von konföderierten Generälen aus dem öffentlichen Raum kontrovers diskutiert. Im Jahr 2017 kam es bei Demonstrationen zwischen Befürwortern und Gegnern der Entfernung des Reiterstandbildnisses von Robert Edward Lee zu gewalttätigen Ausschreitungen in Charlottesville.
In Europa kam es in Folge der amerikanischen Protestbewegung im Jahr 2020 in Belgien, Frankreich und in Großbritannien zu Angriffen auf Denkmäler, die mit der Vergangenheit von Sklaverei und Kolonialismus in Verbindung gebracht werden. Dabei knüpft die Debatte in Deutschland an den Stellenwert der deutschen Kolonien in der öffentlichen Erinnerungskultur an.
In diesem Zusammenhang haben sich Künstler in jüngerer Vergangenheit nach einem Denkmalsturz wiederholt der leeren Sockel bemächtigt, um mittels eines neuen Kunstwerks den symbolischen Akt der Zerstörung als ein spezifisches Phänomen der Erinnerungskultur zu veranschaulichen, historische Handlungsprädispositionen aufzubrechen oder ein counter narrative zu entwerfen.